# Thalkirchen
La Thalkirchen è una stazione della metropolitana di Monaco di Baviera, situata sulla linea U3, nel distretto Thalkirchen. La stazione fu inaugurata il 28 ottobre 1989, ed ha due binari.